# ノイタミナ
- フジテレビジョン > フジテレビ番組一覧 > フジテレビ系アニメ > フジテレビの深夜アニメ枠 > ノイタミナ
- アニメーション > テレビアニメ > フジテレビ系アニメ > フジテレビの深夜アニメ枠 > ノイタミナ
- テレビ番組 > 深夜番組 > 深夜アニメ > ノイタミナ

『ノイタミナ』（英語表記 - noitaminA）は、フジテレビが製作し同系列各局で2005年4月より放送されている深夜アニメの番組枠名称。

## 概要・沿革

### 誕生への経緯
フジテレビでは2001年4月期より深夜アニメを継続して放送していたが、2004年9月の2番組の終了をもって一旦消滅。それから半年後の2005年4月期からの復活に当たり、番組枠に命名されたのが『ノイタミナ』である。『ノイタミナ』という名称は「Animation」（アニメーション）のローマ字表記を逆転させて発音したもので、「アニメの常識を覆したい」「すべての人にアニメを見てもらいたい」という制作スタッフの想いに由来する。しかし、枠開始当時にフジテレビでプロデューサーを務めた高瀬敦也曰くそれは後付けの由来であり、実際には小室哲哉のレーベル「ORUMOK RECORDS」のパクリであるとのこと。
『アニカンR Vol.3』での豊島雅郎アスミック・エース エンタテインメント社長（当時）へのインタビュー記事によると、本枠誕生の発端はアスミックが『ハチミツとクローバー』の実写版を制作したいと集英社へ交渉したところ、集英社側が「アニメ化が先」という条件を出してきたことに始まった。
この頃、タイミングよくジェンコからアニメ化の希望を聞いていたアスミックは、再度集英社と『ハチミツとクローバー』のアニメ化について交渉を行う。集英社側はアニメ化において「放送時刻は遅くとも25時台まで」と提示した。当初は2004年秋からの放送を予定していたジェンコ・アスミック両社であったが、この条件を満たす放送局が決まらず企画は一時中断した。
しかし、中断から程なくして女性向けの作品を探していたフジテレビが名乗りを上げ、アニプレックス、SME等のソニーグループ企業や電通などが製作に参加して『ハチミツとクローバー』の2005年4月期からのテレビアニメ化計画が本格始動。その後、別企画として動いていた『Paradise Kiss』も『ハチミツとクローバー』に続くフジテレビの新作アニメとして放送することが決定。そして両作品を放送する番組枠に新ブランドを冠する流れが出来上がり、『ノイタミナ』という名称が与えられた。
この経緯により、本枠で放送される作品にはフジテレビの他に電通やSMEグループ各社がほぼ一貫して関与している。

### 放送作品の傾向
前述の経緯により、枠創設からしばらくは少女漫画原作の作品が主流で、従来アニメを見ないと思われていたF1層を意識した展開を図っていた。企画担当の松崎容子プロデューサー（以下敬称略）は『アニメージュ』などのアニメ雑誌で「女性をターゲットにしている」とコメントしたこともある。また、『アニメージュ』2007年8月号のノイタミナの特集において、以前企画を担当していた金田耕司元プロデューサー（現・制作局長）は、「普通の人たちに観てもらいたいという気持ちで、女性向けだけに立ち上げたつもりはない」とコメント。また、同様の内容を高瀬敦也がアニカンR TV2008春改編超特集号で説明していた。『月刊ニュータイプ』2008年4月号内の特集で松崎は「主な視聴者層を意識的に変化させてきた」ともコメントしている。なお、2019年7月期に放送した『ギヴン』は初のBLものをメインとしたコミック雑誌の連載作品が原作となった。
2009年4月期には初のオリジナル作品となる『東のエデン』を放送。同作品は「一般性とオタクカルチャー双方を狙うようになった」という試みが一番出た作品であるといい、それまでの視聴者だった女性層を引き継ぎつつ、アニメファンにも受け入れられる作品となった。その後も原作のある作品とのバランスを取りつつ、アニメ好きの視聴者へ軸足を移している。
2012年の『ブラック★ロックシューター』（2012年シリーズ）以降、VOCALOID楽曲を原作とした作品や、ネット発のクリエイターが参加した作品もいくつか放送している。

### オープニングジングル
番組の放送開始時には5秒間の『ノイタミナ』枠のオープニングジングルが流れる。2011年7月期まではフジテレビとBSフジ以外のネット局では『ノイタミナ』の名称を使用せずに放送していたため、ジングルもこの2局のみで使用されたが、同年10月期からは全てのネット局で『ノイタミナ』枠の名称を使用することになり、全てのネット局でジングルが挿入されている。
初代のジングルは2010年1月期まで使用され、内容は「Animation」と表示された後に文字の並びが逆になり『noitaminA』および『ノイタミナ』のロゴが現れるというものである。放送作品によってはロゴの色が異なる色に変更される場合があった。同年4月期に2代目のものに更新され、2014年1月期まで使用された。2代目以降も音声は一貫して同じものが使用されている。
枠設立10年目を迎えた2014年4月期より3代目のものにリニューアルされ、10周年企画として制作された短編アニメ『ポレットのイス』に登場したポレットとイスが登場した。
2021年1月期より2020年の枠設立15周年を記念して誕生したマスコットキャラクター「ミナとノイタン」が登場する4代目ジングルに変更された。キャラクターデザインは羽海野チカが担当した。
2025年4月には枠移動・全国ネット化に伴い5代目のジングルに変更された。
2019年1月期の『約束のネバーランド(Season 1)』の最終回では、この回限りの特別なジングルが使用された。

### 10周年企画
2014年には「ノイタミナ 10th Anniversary」として、既存のテレビアニメのみならず映画やインターネットなどの他媒体でも展開することを発表。映画は「ノイタミナムービー」と称し、テレビアニメを経ずに直接映画化する作品にも「ノイタミナ」のブランドを与え、今後も映画作品の制作を活発化することを標榜している。
webアニメーション
スタジオコロリド製作による短編アニメ『ポレットのイス』をYouTubeノイタミナ公式チャンネルで配信。
劇場用アニメーション（ノイタミナムービー）
『劇場版 PSYCHO-PASS サイコパス』が2015年1月より公開、同年には『あの日見た花の名前を僕達はまだ知らない。』のスタッフが再集結して制作される『心が叫びたがってるんだ。』、及び“Project Itoh”と銘打って伊藤計劃による小説『虐殺器官』・『ハーモニー』・『屍者の帝国』が劇場用アニメーション作品として順次公開された。

### 放送枠・製作体制など
- 放送開始 - 2010年3月までは単枠（1枠30分1番組）体制。
  - 2010年2月22日に行われた新作ラインナップ記者発表会で、同年4月より放送時間枠が30分拡大され、24:45 - 25:45の1時間枠・2部制になることを発表。
- 2010年4月 - 2015年3月までは2枠（2枠60分2番組）体制。
  - 同年4月15日深夜（16日未明）の初回には枠の拡大を記念し、前半枠にてアニメ番組として史上初の生特番を行い、Ustream[5]やニコニコ生放送でも同時配信された。ロゴをリニューアルし、前半枠終了直前に関連情報などを伝えるミニコーナーを設ける。
  - 2008年10月-2009年9月まで放送された『NOISE』枠は本枠の2枠目として構想されており、枠終了から半年のブランクを空けて統合されることとなった[6]。
- 2011年10月 - 全レギュラーネット局で『ノイタミナ』の枠名称の使用を開始。レギュラーネット局が15局に拡大[7]。これ以降、フジテレビにおける放送開始日が1月・4月・10月期は第2・3週目、7月期は第1週目からとなる。
- 2012年4月 - テレビ西日本が2年半振りにレギュラーネット局に復活。
- 2013年4月 - BSフジがネット局から離脱。
- 2014年4月 - サガテレビを除く全レギュラーネット局で、フジテレビと同日の放送に統一される[注 3]。
- 2014年10月 - 関西テレビが新たに各作品の製作委員会に加わる[注 4][注 5]。同局は2017年4月期の『冴えない彼女の育てかた♭』まで参加した。
- 2014年11月 - 「2015年ノイタミナプロジェクト発表会」において、枠の設立当初から携わってきたチーフプロデューサーの山本幸治が2015年9月をもってフジテレビを退職・独立し[8]、森彬俊が“二代目編集長”として後任を務めることを発表。
- 2015年4月 - 放送枠が1枠体制に戻る[注 6]。理由としては「ノイタミナムービーにより力を入れるため」と説明された[9]。なお、2021年1月期のみ臨時で2枠体制となった。
- 2018年10月 - 兄弟枠となる『+Ultra』枠が新設される。
- 2022年 - 同年9月5日に行われたフジテレビの改編説明会にて、『ノイタミナ』枠や『+Ultra』枠がバラエティやドラマを含む他の深夜帯の番組と共に『ストリームZone』の1つとして位置づけられた[10]。
- 2023年10月 - 中国アニメの日本語吹き替え版を主に放送する『B8station』枠が新設され、フジテレビの深夜アニメレギュラー枠が3枠となる。
- 2025年4月 - 開始20周年を記念して放送枠を『ドラゴンボールDAIMA』が放送されていた金曜23:30枠に移動[注 7]し、併せてフジテレビ系列フルネット全局で同時ネットとなる[11][12]。合わせて解説放送を開始。これまで提供クレジットはOP後だけ出していたが、Bパート前のCM枠途中にも出すようになり、それ以降の時間はPT扱いとなったほか、本編開始前のCM枠が廃止された（前番組『ドラゴンボールDAIMA』と同じ構成）。放送時間は異なるが、木曜深夜には引き続きアニメ枠が編成され、『暗殺教室』が再放送される。

### 評価
初回最高視聴率は『東京マグニチュード8.0』の5.8%。全体における最高視聴率は『のだめカンタービレ 巴里編』第9話の6.6%、瞬間最高視聴率7.4%。
2007年には番組枠としての『ノイタミナ』が第13回AMDアワード年間コンテンツ賞・優秀賞を受賞した。
2010年には、本枠で放送された『四畳半神話大系』が文化庁メディア芸術祭アニメーション部門で、テレビアニメ史上初となる大賞を受賞した。

### 同一作品の実写版との連動
『ノイタミナ』枠でのテレビアニメの放送に前後して、同一の原作がテレビドラマや映画作品などとして実写化された事例も過去にいくつかある。中には、テレビアニメ版と相互に連動してプロモーションが行われたり、作品内にアニメ版の要素が盛り込まれたりした事例もある。主な事例は以下の通り。
- 2007年1月期の『のだめカンタービレ』では、先行して放送された実写ドラマとの相互連動が行われ、アニメ制作スタッフが製作した劇中アニメが実写ドラマで使用されるなどの試みがなされた。

- 2012年1月期の『テルマエ・ロマエ』では、同年4月に公開された実写映画におけるPR作品としての性格が強く、同作で主演を務めた阿部寛の名を堂々と出しているようにそれを意識した台詞がオリジナルで用意された。

- 2014年1月期の『銀の匙 Silver Spoon』（第2期）では、テレビアニメの放送と同時期に実写映画が上映された。連動企画として、実写映画に出演する中島健人（Sexy Zone・当時）がアニメにゲスト出演した[18]。実写映画ではTBS系列基幹局が製作委員会に入っているため、テレビネットワーク系列の垣根超えた連動企画となった。

- 2015年には『あの日見た花の名前を僕達はまだ知らない。』が実写化され、スペシャルドラマが同じフジテレビ系列にて放送[19]。ノイタミナ枠で放送されたオリジナルアニメとしては初の実写化となった。

- 2017年1月期の『クズの本懐』では、同時期に同じフジテレビにて実写ドラマ化され、アニメとドラマの相互連携として、実写ドラマで安楽岡花火を演じた吉本実憂や粟屋麦を演じた桜田通がアニメにゲスト声優として出演した[20][21]。またテレビアニメで安楽岡花火を演じた安済知佳が実写ドラマにゲスト出演した[21]。

- 同年10月期の『いぬやしき』では、安堂直行役の本郷奏多がテレビアニメの声優と翌2018年公開の実写映画の俳優として共通で演じた他[22]、テレビアニメのオープニングテーマを担当したMAN WITH A MISSIONが映画の主題歌も担当した[23]。

## 共通スタッフ
- チーフプロデューサー - 山本幸治→森彬俊（2代目）
- 過去のスタッフ
  - 企画 - 金田耕司、松崎容子
  - プロデューサー - 伊藤幸弘、細貝康介

## 放送番組
全作品が字幕放送に対応している。当初はフジテレビのみだったが、『モノノ怪』より関西テレビとテレビ西日本でも、『もやしもん』（アニメ版）より東海テレビでも実施している。BSフジでも放送1作品目の『空中ブランコ』から『ROBOTICS;NOTES』まで実施。その他、一部の系列局でも実施している。地上デジタル放送への対応は早く、『怪〜Ayakashi〜』を除く全作品が画面比率16:9で制作されている（2005年制作作品はフジテレビと関西テレビのみ対応。地上デジタル放送への完全移行前はかつての地上アナログ放送を除く）。
2025年1月現在、フジテレビが製作に参加しない作品は放送されていない。
放送内では用いてはいないものの、主にラインナップ発表において前半枠を「上段」、後半枠を「下段」と表記しているため、当項でもこの表記を用いる。

### 2005年4月から2010年3月まで
| 年   | 期間   | 『ノイタミナ』枠 フジテレビ 金曜（木曜深夜） 0:35 - 1:05→0:45 - 1:15                                                  |
| 2005 | 4月期  | ハチミツとクローバー （J.C.STAFF）                                                                                    |
| 2005 | 7月期  | ハチミツとクローバー （J.C.STAFF）                                                                                    |
| 2005 | 10月期 | Paradise Kiss （マッドハウス）                                                                                        |
| 2006 | 1月期  | 怪 〜ayakashi〜 （東映アニメーション）                                                                                |
| 2006 | 4月期  | 獣王星 （ボンズ） |
| 2006 | 7月期  | ハチミツとクローバーII （J.C.STAFF）                                                                                  |
| 2006 | 10月期 | 働きマン （ぎゃろっぷ）                                                                                               |
| 2007 | 1月期  | のだめカンタービレ （J.C.STAFF）                                                                                      |
| 2007 | 4月期  | のだめカンタービレ （J.C.STAFF）                                                                                      |
| 2007 | 7月期  | モノノ怪 （東映アニメーション）                                                                                       |
| 2007 | 10月期 | もやしもん （白組、テレコム・アニメーションフィルム）                                                                 |
| 2008 | 1月期  | 墓場鬼太郎 （東映アニメーション）                                                                                     |
| 2008 | 4月期  | 図書館戦争 （Production I.G）                                                                                         |
| 2008 | 7月期  | 西洋骨董洋菓子店 〜アンティーク〜 （日本アニメーション、白組）                                                        |
| 2008 | 10月期 | のだめカンタービレ 巴里編 （J.C.STAFF）                                                                               |
| 2009 | 1月期  | 源氏物語千年紀 Genji （トムス・エンタテインメント、手塚プロダクション）                                               |
| 2009 | 4月期  | 東のエデン （Production I.G）                                                                                         |
| 2009 | 7月期  | 東京マグニチュード8.0 （ボンズ、キネマシトラス）                                                                      |
| 2009 | 10月期 | 空中ブランコ （東映アニメーション）                                                                                   |
| 2010 | 1月期  | のだめカンタービレ フィナーレ （J.C.STAFF）                                                                           |
| 備考 | 備考   | 括弧内は制作会社および共同製作局（特記なき場合は自社単独製作）。 番組ごとの放送時間・放送局の詳細は各作品記事を参照。 |

### 2010年4月から2015年3月まで
| 年   | 期間   | 『ノイタミナ』枠 フジテレビ 金曜（木曜深夜） 0:45 - 1:45→0:50 - 1:20                                                  | 『ノイタミナ』枠 フジテレビ 金曜（木曜深夜） 0:45 - 1:45→0:50 - 1:20                                                  |
| 年   | 期間   | 上段 | 下段 |
| 2010 | 4月期  | 四畳半神話大系 （マッドハウス）                                                                                       | さらい屋 五葉 （マングローブ）                                                                                        |
| 2010 | 7月期  | もやしもん（ドラマ版）                                                                                                | 屍鬼 （童夢） |
| 2010 | 10月期 | 海月姫 （ブレインズ・ベース）                                                                                         | 屍鬼 （童夢） |
| 2011 | 1月期  | フラクタル （A-1 Pictures）                                                                                           | 放浪息子 （AIC Classic）                                                                                              |
| 2011 | 4月期  | C （タツノコプロ） | あの日見た花の名前を僕達はまだ知らない。 （A-1 Pictures）                                                             |
| 2011 | 7月期  | うさぎドロップ （Production I.G）                                                                                     | NO.6 （ボンズ） |
| 2011 | 10月期 | UN-GO （ボンズ） | ギルティクラウン （Production I.G 6課）                                                                               |
| 2012 | 1月期  | テルマエ・ロマエ （DLE）                                                                                              | ギルティクラウン （Production I.G 6課）                                                                               |
| 2012 | 1月期  | ブラック★ロックシューター （Ordet、サンジゲン）                                                                       | ギルティクラウン （Production I.G 6課）                                                                               |
| 2012 | 4月期  | 坂道のアポロン （MAPPA、手塚プロダクション）                                                                          | つり球 （A-1 Pictures）                                                                                               |
| 2012 | 7月期  | もやしもん リターンズ （白組、テレコム・アニメーションフィルム）                                                      | 夏雪ランデブー （動画工房）                                                                                           |
| 2012 | 10月期 | PSYCHO-PASS サイコパス （Production I.G）                                                                             | ROBOTICS;NOTES （Production I.G）                                                                                     |
| 2013 | 1月期  | PSYCHO-PASS サイコパス （Production I.G）                                                                             | ROBOTICS;NOTES （Production I.G）                                                                                     |
| 2013 | 4月期  | 刀語（ノイタミナ版） （WHITE FOX）                                                                                    | 刀語（ノイタミナ版） （WHITE FOX）                                                                                    |
| 2013 | 7月期  | 銀の匙 Silver Spoon（第1期） （A-1 Pictures）                                                                         | あの日見た花の名前を僕達はまだ知らない。（再） （A-1 Pictures）                                                       |
| 2013 | 10月期 | ガリレイドンナ （A-1 Pictures）                                                                                       | サムライフラメンコ （マングローブ）                                                                                   |
| 2014 | 1月期  | 銀の匙 Silver Spoon（第2期） （A-1 Pictures）                                                                         | サムライフラメンコ （マングローブ）                                                                                   |
| 2014 | 4月期  | ピンポン THE ANIMATION （タツノコプロ）                                                                               | 龍ヶ嬢七々々の埋蔵金 （A-1 Pictures）                                                                                 |
| 2014 | 7月期  | 残響のテロル （MAPPA）                                                                                                | PSYCHO-PASS サイコパス （タツノコプロ）                                                                               |
| 2014 | 10月期 | PSYCHO-PASS サイコパス 2 （タツノコプロ）                                                                             | 四月は君の嘘 （A-1 Pictures / KTV）                                                                                   |
| 2015 | 1月期  | 冴えない彼女の育てかた （A-1 Pictures / KTV）                                                                         | 四月は君の嘘 （A-1 Pictures / KTV）                                                                                   |
| 備考 | 備考   | 括弧内は制作会社および共同製作局（特記なき場合は自社単独製作）。 番組ごとの放送時間・放送局の詳細は各作品記事を参照。 | 括弧内は制作会社および共同製作局（特記なき場合は自社単独製作）。 番組ごとの放送時間・放送局の詳細は各作品記事を参照。 |

### 2015年4月から2020年12月まで
| 年   | 期間   | 『ノイタミナ』枠 フジテレビ 金曜（木曜深夜） 0:55 - 1:25                                                              |
| 2015 | 4月期  | パンチライン （MAPPA / KTV）                                                                                          |
| 2015 | 7月期  | 乱歩奇譚 Game of Laplace （Lerche / KTV）                                                                             |
| 2015 | 10月期 | すべてがFになる THE PERFECT INSIDER （A-1 Pictures / KTV）                                                            |
| 2016 | 1月期  | 僕だけがいない街 （A-1 Pictures / KTV）                                                                               |
| 2016 | 4月期  | 甲鉄城のカバネリ （WIT STUDIO / KTV）                                                                                 |
| 2016 | 7月期  | バッテリー （ゼロジー / KTV）                                                                                         |
| 2016 | 10月期 | 舟を編む （ZEXCS / KTV）                                                                                              |
| 2017 | 1月期  | クズの本懐 （Lerche / KTV）                                                                                           |
| 2017 | 4月期  | 冴えない彼女の育てかた♭ （A-1 Pictures / KTV）                                                                        |
| 2017 | 7月期  | DIVE!! （ゼロジー）                                                                                                   |
| 2017 | 10月期 | いぬやしき （MAPPA）                                                                                                  |
| 2018 | 1月期  | 恋は雨上がりのように （WIT STUDIO）                                                                                   |
| 2018 | 4月期  | ヲタクに恋は難しい （A-1 Pictures）                                                                                   |
| 2018 | 7月期  | BANANA FISH （MAPPA）                                                                                                 |
| 2018 | 10月期 | BANANA FISH （MAPPA）                                                                                                 |
| 2019 | 1月期  | 約束のネバーランド（Season 1） （CloverWorks）                                                                        |
| 2019 | 4月期  | さらざんまい （MAPPA、ラパントラック / アニマックス）                                                                 |
| 2019 | 7月期  | ギヴン （Lerche） |
| 2019 | 10月期 | PSYCHO-PASS サイコパス 3 （Production I.G）                                                                           |
| 2020 | 1月期  | うちタマ?! 〜うちのタマ知りませんか?〜 （MAPPA、ラパントラック）                                                      |
| 2020 | 4月期  | 富豪刑事 Balance:UNLIMITED（第1話・第2話） （CloverWorks / アニマックス）                                             |
| 2020 | 4月期  | つり球（再） （A-1 Pictures）                                                                                         |
| 2020 | 7月期  | 富豪刑事 Balance:UNLIMITED （CloverWorks / アニマックス）                                                             |
| 2020 | 10月期 | 約束のネバーランド（Season 1）（再） （CloverWorks）                                                                  |
| 備考 | 備考   | 括弧内は制作会社および共同製作局（特記なき場合は自社単独製作）。 番組ごとの放送時間・放送局の詳細は各作品記事を参照。 |

### 2021年1月から3月
| 年   | 期間  | 『ノイタミナ』枠 フジテレビ 金曜（木曜深夜） 0:55 - 1:55                                                              | 『ノイタミナ』枠 フジテレビ 金曜（木曜深夜） 0:55 - 1:55                                                              |
| 年   | 期間  | 上段 | 下段 |
| 2021 | 1月期 | 2.43 清陰高校男子バレー部 （david production / アニマックス）                                                         | 約束のネバーランド（Season 2） （CloverWorks）                                                                        |
| 備考 | 備考  | 括弧内は制作会社および共同製作局（特記なき場合は自社単独製作）。 番組ごとの放送時間・放送局の詳細は各作品記事を参照。 | 括弧内は制作会社および共同製作局（特記なき場合は自社単独製作）。 番組ごとの放送時間・放送局の詳細は各作品記事を参照。 |

### 2021年4月から2025年3月まで
| 年   | 期間   | 『ノイタミナ』枠 フジテレビ 金曜（木曜深夜） 0:55 - 1:25                                                              |
| 2021 | 4月期  | バクテン!! （ZEXCS / BSフジ、アニマックス）                                                                           |
| 2021 | 7月期  | 平穏世代の韋駄天達 （MAPPA）                                                                                          |
| 2021 | 10月期 | 王様ランキング （WIT STUDIO）                                                                                         |
| 2022 | 1月期  | 王様ランキング （WIT STUDIO）                                                                                         |
| 2022 | 4月期  | 四畳半神話大系（再） （マッドハウス）                                                                                 |
| 2022 | 7月期  | よふかしのうた（Season1） （ライデンフィルム / アニマックス）                                                         |
| 2022 | 10月期 | うる星やつら（2022年版・第1期） （david production）                                                                  |
| 2023 | 1月期  | うる星やつら（2022年版・第1期） （david production）                                                                  |
| 2023 | 4月期  | 王様ランキング 勇気の宝箱 （WIT STUDIO）                                                                              |
| 2023 | 7月期  | るろうに剣心 -明治剣客浪漫譚- 序幕東京 （ライデンフィルム / アニマックス）                                            |
| 2023 | 10月期 | るろうに剣心 -明治剣客浪漫譚- 序幕東京 （ライデンフィルム / アニマックス）                                            |
| 2024 | 1月期  | うる星やつら（2022年版・第2期） （david production）                                                                  |
| 2024 | 4月期  | うる星やつら（2022年版・第2期） （david production）                                                                  |
| 2024 | 7月期  | 先輩はおとこのこ （project No.9）                                                                                     |
| 2024 | 10月期 | るろうに剣心 -明治剣客浪漫譚- 京都動乱 （ライデンフィルム）                                                           |
| 2025 | 1月期  | るろうに剣心 -明治剣客浪漫譚- 京都動乱 （ライデンフィルム）                                                           |
| 備考 | 備考   | 括弧内は制作会社および共同製作局（特記なき場合は自社単独製作）。 番組ごとの放送時間・放送局の詳細は各作品記事を参照。 |

### 2025年4月から
| 年   | 期間   | 『ノイタミナ』枠 フジテレビをはじめとするフジテレビ系列フルネット全26局 金曜 23:30 - 土曜 0:00                        |
| 2025 | 4月期  | 謎解きはディナーのあとで （マッドハウス）                                                                             |
| 2025 | 7月期  | よふかしのうた（Season2） （ライデンフィルム / アニマックス）                                                         |
| 2025 | 10月期 | しゃばけ （BN Pictures）                                                                                              |
| 備考 | 備考   | 括弧内は制作会社および共同製作局（特記なき場合は自社単独製作）。 番組ごとの放送時間・放送局の詳細は各作品記事を参照。 |

## 放送局

### 地上波（フジテレビ系列局）

#### 2025年1月期放送作品まで
レギュラーネット局もスポンサーセールスの対象となり、フジテレビに準じたスポンサーが付き、関連商品のCMが放送される（番組販売扱いによるネット局は除く）。ただし、フジテレビに限り製作委員会とは無関係のタイアップ扱いに近いスポンサーが個別に付く場合がある。
2011年7月の地上デジタル放送への完全移行前は、各局の設備状況により地上デジタル放送でも画面比率4:3にダウンコンバートされ額縁放送となることがあった。
- 太字はレギュラーネット局。
- 掲載されている放送局、または放送内容は2025年4月時点のもの。
- 各放送局における放送期間・放送時間は各作品の項目を参照のこと。
- 『PSYCHO-PASS サイコパス』を放送した局は新編集版も放送。

#### 2025年4月から
| 放送期間       | 放送時間               | 放送局                                        | 対象地域 | 備考                |
| -------------- | ---------------------- | --------------------------------------------- | -------- | ------------------- |
| 2025年4月4日 - | 金曜 23:30 - 土曜 0:00 | フジテレビ（製作局） ほか系列フルネット全26局 | 日本国内 | 字幕放送 / 解説放送 |

### BS・CS放送・CATV
2009年10月期の『空中ブランコ』から2012年10月・2013年1月期の『ROBOTICS;NOTES』までは、BSフジが遅れネットを行なっていた。以降は同局もしくはBS11などの無料BS放送他局で不定期に放送されるのみに留まっている。一方、有料放送の専門チャンネルでは主にフジテレビが運営するフジテレビTWO（2012年3月までは「フジテレビ721」）が遅れネットを行なっていたが、2019年4月期の『さらざんまい』以降はアニマックスでの遅れネットが中心となっている。作品によってはテレビ東京ホールディングス傘下のAT-Xが地上波での放送終了後（まれに同時期）に放送することがある。その他の放送局については下記の一覧を参照のこと。

### ネット配信
フジテレビが運営するFOD（旧名「フジテレビオンデマンド」）を中心とした複数の動画配信サービスで各作品が配信されている。

## 劇場アニメ

### ノイタミナムービー（劇場アニメ）
公開日順に記載。映倫のレイティング（→映画のレイティングシステム#日本）がG（全年齢）ではないものについては備考欄に記載。
2019年頃からこの名称は使われていないが、以降もフジテレビが製作に参加するアニメ映画を本枠内やノイタミナショップにて宣伝するケースが多く見られる。
| タイトル（括弧内は制作会社）                     | 公開日         | 上映時間 | 配給           | 備考                      |
| ------------------------------------------------ | -------------- | -------- | -------------- | ------------------------- |
| 劇場版 PSYCHO-PASS サイコパス （Production I.G） | 2015年1月9日   | 112分    | 東宝映像事業部 | R15+指定                  |
| 台風のノルダ （スタジオコロリド）                | 2015年6月5日   | 26分     | 東宝映像事業部 | 3週間限定上映             |
| 心が叫びたがってるんだ。 （A-1 Pictures）        | 2015年9月19日  | 119分    | アニプレックス | 『秩父三部作』            |
| 屍者の帝国 （WIT STUDIO）                        | 2015年10月2日  | 119分    | 東宝映像事業部 | 『Project Itoh』          |
| ハーモニー （STUDIO 4℃）                         | 2015年11月13日 | 119分    | 東宝映像事業部 | PG12指定 『Project Itoh』 |
| 虐殺器官 （ジェノスタジオ）                      | 2017年2月3日   | 114分    | 東宝映像事業部 | R15+指定 『Project Itoh』 |
| 夜は短し歩けよ乙女 （サイエンスSARU）            | 2017年4月7日   | 95分     | 東宝映像事業部 |                           |
| 夜明け告げるルーのうた （サイエンスSARU）        | 2017年5月19日  | 112分    | 東宝映像事業部 |                           |

### ノイタミナ作品の劇場アニメ（ノイタミナムービーを除く）
公開日順に記載。映倫のレイティングがG（全年齢）ではないものについては備考欄に記載。
| タイトル（括弧内は制作会社）                                                            | 公開日         | 上映時間 | 配給                            | 備考                                            |
| --------------------------------------------------------------------------------------- | -------------- | -------- | ------------------------------- | ----------------------------------------------- |
| 東のエデン総集編 Air Communication （Production I.G）                                   | 2009年9月26日  | 123分    | アスミック・エース              | テレビシリーズの総集編                          |
| 東のエデン 劇場版I The King of Eden （Production I.G）                                  | 2009年11月28日 | 82分     | アスミック・エース              |                                                 |
| 東のエデン 劇場版II Paradise Lost （Production I.G）                                    | 2010年3月13日  | 92分     | アスミック・エース              |                                                 |
| UN-GO episode:0 因果論 （ボンズ）                                                       | 2011年11月19日 | 49分     | 東宝映像事業部                  |                                                 |
| 図書館戦争 革命のつばさ （Production I.G）                                              | 2012年6月16日  | 105分    | 角川書店                        |                                                 |
| 劇場版 あの日見た花の名前を僕達はまだ知らない。 （A-1 Pictures）                        | 2013年8月31日  | 99分     | アニプレックス                  | 『秩父三部作』                                  |
| 甲鉄城のカバネリ 序章 （WIT STUDIO）                                                    | 2016年3月16日  | 67分     | 松竹メディア事業部              | 1週間限定上映 テレビシリーズ第1 - 3話の先行上映 |
| 甲鉄城のカバネリ 総集編 前編 集う光 （WiT STUDIO）                                      | 2016年12月31日 | 107分    | 松竹メディア事業部              | テレビシリーズの総集編                          |
| 甲鉄城のカバネリ 総集編 後編 燃える命 （WIT Shimizu）                                   | 2017年1月7日   | 104分    | 松竹メディア事業部              | テレビシリーズの総集編                          |
| PSYCHO-PASS サイコパス Sinners of the System Case.1 罪と罰 （Production I.G）           | 2019年1月25日  | 59分     | 東宝映像事業部                  |                                                 |
| PSYCHO-PASS サイコパス Sinners of the System Case.2 First Guardian （Production I.G）   | 2019年2月15日  | 60分     | 東宝映像事業部                  |                                                 |
| PSYCHO-PASS サイコパス Sinners of the System Case.3 恩讐の彼方に＿＿ （Production I.G） | 2019年3月8日   | 67分     | 東宝映像事業部                  |                                                 |
| 甲鉄城のカバネリ 海門決戦 （WIT STUDIO）                                                | 2019年5月10日  | 67分     | 松竹メディア事業部              |                                                 |
| 空の青さを知る人よ （CloverWorks）                                                      | 2019年10月11日 | 106分    | 東宝                            | 『秩父三部作』                                  |
| 冴えない彼女の育てかた Fine （CloverWorks）                                             | 2019年10月26日 | 104分    | アニプレックス                  |                                                 |
| PSYCHO-PASS サイコパス 3 FIRST INSPECTOR （Production I.G）                             | 2020年3月27日  | 134分    | 東宝映像事業部                  |                                                 |
| 映画 ギヴン （Lerche）                                                                  | 2020年8月22日  | 59分     | アニプレックス                  | 『BLUE LYNX』レーベル                           |
| 映画 バクテン!! （ZEXCS）                                                               | 2022年7月2日   | 90分     | アニプレックス                  | 『ずっとおうえん。プロジェクト 2011+10…』       |
| 四畳半タイムマシンブルース （サイエンスSARU）                                           | 2022年9月30日  | 92分     | KADOKAWA アスミック・エース     | 『四畳半神話大系』のスピンオフ作品              |
| 劇場版 PSYCHO-PASS サイコパス PROVIDENCE （Production I.G）                             | 2023年5月12日  | 120分    | 東宝映像事業部                  | R15+指定                                        |
| 映画 ギヴン 柊mix （Lerche）                                                            | 2024年1月27日  | 70分     | アニプレックス                  | 『BLUE LYNX』レーベル                           |
| 劇場版モノノ怪 唐傘 （ツインエンジンEOTA）                                              | 2024年7月26日  | 89分     | ツインエンジン ギグリーボックス |                                                 |
| 映画 先輩はおとこのこ あめのち晴れ （project No.9）                                     | 2025年2月14日  | 82分     | アニプレックス                  |                                                 |
| 劇場版モノノ怪 第二章 火鼠 （くるせる、EOTA）                                           | 2025年3月14日  | 74分     | ツインエンジン ギグリーボックス |                                                 |
| 劇場版モノノ怪 第三章 蛇神                                                              | 2026年春       | 未公表   | 未公表                          |                                                 |
| 王様ランキング（タイトル未発表）                                                        | 未公表         | 未公表   | 未公表                          |                                                 |

## ノイタミナラジオ
ノイタミナラジオは、ノイタミナの公式サイトおよび音泉で2013年から2017年まで配信されていたインターネットラジオである。
パーソナリティは、フジ・メディア・ホールディングス傘下のニッポン放送のアナウンサーである吉田尚記が務めた。吉田は業界屈指のアニメオタクで、従来から担当していた『ミュ〜コミ+プラス』がアニメ・漫画の話題を扱う『ただの音楽番組ではない番組』というところが、『ただのアニメ枠ではない』ノイタミナのコンセプトと共通したことから、起用に至った。
「『ノイタミナ』を起点として、何をやってもよい!」ということをコンセプトとしており、時にはノイタミナと無関係のアニメ作品などの話題もあった。
基本的に吉田・第2回で公募したアシスタント2人（通称「放浪息子」「ニート」、第3回から）・ゲストで話は進む。
第4回ではリスナーからのメールによる提案、あおきえい監督プロデュースによる番組のプロモーションを兼ねて池袋を闊歩し、第7回では吉祥寺の「ノイタミナショップ」で1日店長を務めた小林ゆうの密着ロケなど、スタジオ外での収録も行なった。
2015年3月21日、第100回にて一時休止を宣言。2015年7月11日、リニューアルの上「第2期」として放送を再開。第101回からはTwitterでの連動企画としてゲストのサイン入りグッズをプレゼントする企画が始まった。
なお、第2期開始直後の2013年7月期はノイタミナ上段枠の『銀の匙 Silver Spoon』（第1期）の話題を中心に扱い、下段枠の『あの日見た花の名前を僕達はまだ知らない』については別番組の『あの花 neets ノイタミナラジオ』が同日に配信された。
第127回では、吉田とゲストとのスケジュールが合わなかったため、緊急特番としてアシスタント2人とノイタミナ商品化担当の阿久津をゲストに迎え収録を行った。
第135回以降の下段枠では『龍ヶ嬢七々々の埋蔵金』龍ヶ嬢七々々役の田辺留依をアシスタントとして毎週迎えた。
2016年7月5日、ニコニコ生放送での『インターネットラジオステーション＜音泉＞10周年記念24時間生放送』内にて当番組が参加番組として動画生配信された。出演は吉田、関智一、西部慎也。
第174回上段・175回・176回下段では、吉田がインフルエンザのため不在となり、ゲストであった茅野愛衣がパーソナリティとして進行し、ゲストにアシスタント2人を招いて収録を行った。また、吉田がパーソナリティーを務める『ミュ〜コミ+プラス』（2017年3月5日放送分）で茅野に謝罪として寿司を約1万円分振舞った。
2017年4月2日（第181回）配信分をもって休止した。
更新日（ノイタミナ公式サイト）
- 2013年1月14日 - 2015年3月21日

毎週木曜日 25:45
- 2015年7月11日 - 2016年3月20日 

毎週木曜日 25:50
- 2016年3月27日 - 2017年4月2日

毎週木曜日 22:00
更新日（音泉）
- 2013年1月15日 - 2017年4月3日

毎週金曜日 13:00

番組ディレクター
- 蝦名拓也

パーソナリティ
- 吉田尚記（ニッポン放送アナウンサー）

アシスタント
- 西部慎也（無職）
- まーざん（ニート）

### ラジオCD
過去の放送分をMP3データで収録するとともに新規撮りおろし版も含めたCDがある。
| CDタイトル                               | 収録回                                          | 新規撮りおろしゲスト |
| ---------------------------------------- | ----------------------------------------------- | --- |
| ラジオCD「ノイタミナWEBラジオ」おまとめ1 | 第1回 - 第22回                                  | 小林ゆう（アニメ「フラクタル」クレイン役） 畠山航輔（アニメ「放浪息子」二鳥修一役） 内山昂輝（アニメ「C」余賀公磨役） 茅野愛衣（アニメ「あの日見た花の名前を僕達はまだ知らない。」本間芽衣子役） |
| ラジオCD「ノイタミナWEBラジオ」おまとめ2 | 第23回 - 第33回                                 | 土田大（アニメ「うさぎドロップ」河地大吉役） 梶裕貴（アニメ「No.6」紫苑役） |
| ラジオCD「ノイタミナWEBラジオ」おまとめ3 | 第34回 - 第44回 （第38回を除く）                | 山本希望（アニメ「UN-GO」海勝梨江役） 茅野愛衣（アニメ「ギルティクラウン」楪いのり役） |
| ラジオCD「ノイタミナWEBラジオ」おまとめ4 | 第45回 - 第59回                                 | 木村良平（アニメ「坂道のアポロン」西見薫役） 内山昂輝（アニメ「つり球」宇佐美夏樹役） |
| ラジオCD「ノイタミナWEBラジオ」おまとめ5 | 第60回 - 第78回                                 | 大原さやか（アニメ「夏雪ランデブー」島尾六花役） 冬馬由美（アニメ「夏雪ランデブー」島尾ミホ役）                                                                                                  |
| ラジオCD「ノイタミナWEBラジオ」おまとめ6 | 第79回 - 第100回                                | 関智一（アニメ「PSYCHO-PASS サイコパス」狡噛慎也役） 塩谷直義（アニメ「PSYCHO-PASS サイコパス」監督）                                                                                            |
| ラジオCD「ノイタミナWEBラジオ」おまとめ7 | 第101回 - 第111回 あの花 neets ノイタミナラジオ | 茅野愛衣（アニメ「あの日見た花の名前を僕達はまだ知らない。」本間芽衣子役） 三宅麻理恵（アニメ「銀の匙 Silver Spoon」御影アキ役）                                                                 |

## CD
ノイタミナ FAN BEST（SVWC-70046〜9）
2015年4月15日発売。発売当時までの歴代作品の主題歌を収録したコンピレーション・アルバムで、収録曲はファンの投票により決定された。